# Estación de Mizonokuchi
Mizonokuchi (溝の口駅 Mizonokuchi-eki?) es una estación de tren situada en Kawasaki, Kanagawa, Japón, operada por la compañía de ferrocarriles privada Tokyu Railways.La estación Musashi-Mizonokuchi de la línea JR East Nambu se encuentra junto a ella.

## Historia
La estación de Mizonokuchi se inauguró el 15 de julio de 1927. Inicialmente contaba con solo un andén hasta que en 1992 se amplió a cuatro vías y dos andenes. 

## Diseño de la estación
La estación se compone de dos plataformas laterales que dan servicio a cuatro vías.

## Servicios ferroviarios
| procedencia/destino              | < estación | Línea | estación > | destino/procedencia                 |
| -------------------------------- | ---------- | ----- | ---------- | ----------------------------------- |
| Saginuma・Nagatsuta・Chuo-rinkan | Kajigaya   |       | Takatsu    | Shibuya・Oshiage(Skytree)・Kasukabe |

| procedencia/destino | < estación | Línea | estación >     | destino/procedencia                |
| ------------------- | ---------- | ----- | -------------- | ---------------------------------- |
| Terminal            | Terminal   |       | Futokatamagawa | Futakotamagawa・Jiyugaoka・Oimachi |